# Овчинников, Александр Михайлович (гидрогеолог)
Алекса́ндр Миха́йлович Овчи́нников (1904 или 26 июня 1904, Великий Устюг, Вологодская губерния — 1969 или 1 июля 1969, Москва) — советский ученый-гидрогеолог, доктор геолого-минералогических наук (1942), профессор (1943), заслуженный деятель науки Кабардино-Балкарской АССР (1957).

## Биография
Родился 26 июня 1904 года в городе Великий Устюг Вологодской губернии.
Его отец — Михаил Васильевич Овчинников (1869—1938) окончил юридический факультет Казанского университета. Мать — Надежда Александровна Овчинникова, урождённая Домантович (1881—1960), посвятила себя воспитанию детей. У Александра были три брата: Борис (1903—1970), Василий (1906—1928) и Игорь (1942—1981). Когда Александру исполнилось 6 лет, семья Овчинниковых переехала во Владикавказ, где прошли его отроческие и юношеские годы. Среднее образование Александр получил во Владикавказской мужской гимназии, которую окончил в 1919 году. В 1920 году он поступил учиться во Владикавказский политехнический институт. В 1921 году, после того как Александр окончил первый курс Владикавказского политехнического института, его семья переехала в Москву. В 1921 году он поступил на первый курс геологоразведочного факультета Московской горной академии. Студенческую практику Овчинников проходила на Северном Кавказе, в районе Кавказских минеральных вод, где он принимал участие в геодезической и геологической съемках под руководством инженера Я. В. Лангвагена. В 1922 году в составе группы студентов он работал саночником-откатчиком и забойщиком на Кольчугинском руднике треста «Сибуголь» Кузнецкого каменноугольного бассейна. В 1923 г. Александр Овчинников принимал участие в гидрогеологических исследованиях Кубано-Черноморской области, выясняя условия питания грунтовых вод Закубанских плавней под руководством профессора М. М. Жукова. После третьего курса практику для дипломной работы Овчинников вновь проходил в районе Кавказских минеральных вод под руководством профессора А. Н. Огильви. Летом 1924 г. Александр вел геологическую съемку горы Машук близ Пятигорска и долин рек Березовки и Аликоновки в районе Кисловодска. В 1925 г. он составил полуверстную геологическую карту долины реки Ольховки и участвовал в буровых работах по выведению минеральной воды «Доломитный Нарзан» в Кисловодске. В 1926 году при детальной съемке бассейна реки Березовки им впервые выявлена зона сброса. В этот же период он, под руководством академика А. Д. Архангельского, производил геологические исследования по долинам рек Малки и Хасаута.
В 1927 году Овчинников окончил Московскую горную академию по гидрогеологической специальности геологоразведочного факультета, получив квалификацию горного инженера. Благодаря дипломному проекту на тему «Доломитный Нарзан и условия его каптирования», Овчинников был зачислен в качестве штатного аспиранта при Московской горной академии в 1928 году по курсу гидрогеологии.
С 1927 по 1930 он аспирант Московской горной академии; научная командировка в Иран для проведения геологической и гидрогеологической съемки хребта Эльбурс и обследования минеральных источников.
С 1930 года, с момента образования МГРИ, началась педагогическая деятельность Овчинникова, она продолжалась беспрерывно в течение 40 лет. Вначале он был ассистентом кафедр гидрогеологии и динамической геологии. Здесь он читал лекции по всем основным гидрогеологическим курсам — общей гидрогеологии, гидрогеологии СССР, минеральным водам, радиогидрогеологии, гидрогеохимии.
В 1930—1937 годах, изучая минеральные воды курорта Боржоми, Овчинников обследовал и другие минеральные источники Боржомского района (Цагвери, Либани, Маджари-Цхали, Недзви и др.); источники района Абастумана (Зекари, Никаберети, Уравель, Саирмэ и другие); источники района Шови (Уцера, Геби, Они, Глола, Гуршеви и другие). В результате им была составлена схематическая гидрогеологическая карта Боржоми-Абастуманского района.
В 1938 году ему присуждена ученая степень кандидата геолого-минералогических наук (без защиты диссертации); присвоено ученое звание старшего научного сотрудника.
С 1939 году — доцент кафедры гидрогеологии.
В октябре 1941 года МГРИ выехал в Семипалатинск. Александр Овчинников не эвакуировался с институтом, а в июле 1941 года он со студентами и преподавателями МГРИ отбыл на Западный фронт для участия в инженерных работах.
В сентябре 1941 года Овчинников возвратился в Москву и был откомандирован в Иран. После выполнения задания он приехал в Ташкент, где наряду с основной работой трудился над завершением начатой задолго до войны докторской диссертации.
26 января 1942 года на Научном совете Среднеазиатского государственного университета он защитил докторскую диссертацию — «Зональность минеральных вод Кавказа».
В феврале 1943 года Овчинников приехал в Москву и в этом же году он утвержден в звании профессора МГРИ, одновременно являясь деканом гидрогеологического факультета МГРИ.
С 1943—1955 год — профессор кафедры гидрогеологии и радиогидрогеологии МГРИ и декан гидрогеологического факультета.
С 1946—1949 год — научный руководитель гидрогеологических работ Карпатской комплексной экспедиции научно-исследовательского сектора МГРИ.
В 1951 году — награждён орденом Трудового Красного Знамени за заслуги в развитии высшего и среднего специального образования, подготовке квалифицированных специалистов для народного хозяйства и за успехи в развитии научных исследований.
С 1955—1969 год — возглавлял кафедру гидрогеологии и радиогидрогеологии МГРИ, которую ему передал его друг на протяжении жизни Г. Н. Каменский, переходя на работу в Лабораторию гидрогеологических проблем АН СССР.
В 1957 году ему присвоено почетное звание заслуженного деятеля науки Кабардино-Балкарской АССР за выдающиеся заслуги в области изучения и развития гидроминеральной базы республики.
В 1958 и 1959 годах А. М. Овчинников выезжал в Чехословакию, где читал лекции по гидрогеологии на геолого-географическом факультете в Братиславском университете имени Яна Амоса Коменского. Помимо лекций, ученый оказывал научно-методическую помощь преподавателям, составлял программы научных дисциплин, проводил семинары. Особенно высоко была оценена его помощь при организации отделения гидрогеологии в Братиславском университете и в совместной научно-исследовательской работе по изучению геологического строения Западных Карпат. Лекции, прочитанные А. М. Овчинниковым в университете им. Яна Амоса Коменского, стали первым учебником по гидрогеологии на словацком языке. Статьи ученого в «Технических новинках» и «Геологическом сборнике» познакомили широкую общественность с теоретическими проблемами и актуальными задачами гидрогеологических исследований и послужили импульсом к развитию гидрогеологических работ в Чехословакии. 27 января 1959 года общее собрание Чехословацкого общества по минералогии и геологии при Чехословацкой академии наук в Праге единогласно избрало А. М. Овчинникова своим почетным членом. В трудах Международного бальнеологического конгресса в Марианске-Лазне (Прага, 1959) ученый опубликовал статью о происхождении лечебных минеральных вод в связи с их практическим использованием.
В 1959 году Овчинников выезжал для проведения консультаций, чтения лекций и докладов в Польшу и Венгрию и участвовал в работе третьей сессии Международной ассоциации гидрогеологов в Мадриде в качестве заместителя председателя гидрогеологической секции Национального комитета геологов СССР. На сессии обсуждались доклады по темам: гидрогеологические карты, гидрогеология карста, баланс и запасы подземных вод, методика разведки подземных вод. Во время экскурсии по Андалузии Овчинников выступил в городе Хаэне с докладом о гидрогеологии горных стран, вызвавшим оживленное обсуждение. В итоге его поездки появился «Очерк гидрогеологии Испании».
В 1961 году на пятом съезде Карпато-Балканской геологической ассоциации в Бухаресте Овчинников сделал доклад «Основные черты Карпато-Балканской дуги в связи с изучением минеральных вод».
В том же году Венгерское гидрогеологическое общество избрало ученого своим почетным членом и наградило его грамотой за укрепление связей с венгерскими учеными.
В зимнем семестре 1963/1964 года Овчинников читал курс лекций по геохимии на кафедре минералогии и месторождений полезных ископаемых в Фрейбергской горной академии (ГДР). На торжественном заседании Сената Фрейбергской горной академии по поводу 200-летнего юбилея этого учебного заведения (1765—1965) Овчинников был награждён почетным дипломом и памятной серебряной медалью.
В 1963 году Овчинников выезжал в ОАР, в район Суэцкого залива и Синайского полуострова, для консультации и руководства производственными практиками арабских студентов и аспирантов.
В 1964 году Овчинников принимал участие в 22-й сессии Международного геологического конгресса в Индии (Нью-Дели), одновременно с которой состоялась сессия Международной ассоциации гидрогеологов. На этих сессиях ученый сделал два доклада — «Проблемы гидрогеологии и гидрогеохимии» и «Методы гидрогеохимических исследований и определения возраста подземных вод», а также принимал участие в обсуждении проекта составления Международной гидрогеологической карты Европы в масштабе 1 : 1 500 000. В том же году А. М. Овчинников участвовал в работе 7-го конгресса Карпато-Балканской геологической ассоциации в Болгарии, где выступил с докладом «Гидрогеохимия альпийской складчатой зоны (на примере Карпат и Кавказа)».
В 1965 году он участник 7-го конгресса Карпато-Балканской геологической ассоциации в Болгарии; Овчинников был награждён почетным дипломом и памятной серебряной медалью 200-летнего юбилея Фрейбергской горной академии ГДР.
В 1966 году Овчинников избран членом-корреспондентом Итальянской ассоциации гидротермальной техники; организовал первую научную конференцию по палеогидрогеологии в Ашхабаде.
В 1968 году он участник 23-й сессии Международного геологического конгресса в Чехословакии (Прага).
На протяжении многих лет МГРИ готовил студентов и аспирантов гидрогеологического профиля для зарубежных стран.
Среди студентов и аспирантов А. М. Овчинникова были представители ЧССР, НРБ, ВНР, ПНР, СРВ, КНР, АРЕ и других зарубежных стран.
Умер 1 июля 1969 года в Москве и похоронен на Новодевичьем кладбище.

## Семья
- Жена — Людмила Константиновна Овчинникова (урождённая Лебедева; 1911—1996), гидрогеолог, кандидат геолого-минералогических наук, сотрудник Института литосферы АН СССР[3]; похоронена рядом с мужем.

## Публикации
Основные научные труды:
- Очередные задачи изучения минеральных вод ССР Грузии : [Тезисы] / Докладчик А. М. Овчинников (Ин-т курортологии) ; 1-й Всес. гидрогеол. съезд. — [Ленинград] : Геолгиз, [193-] (тип. им. Котлякова). — 3 с.
- Геологические структуры районов минеральных вод : [Тезисы] / Докладчик А. М. Овчинников. (Инст. курортологии) ; 1-й Всес. гидрогеол. съезд. — [Ленинград] : [Геолгиз], [1931] (тип. им. Котлякова). — 4 с.
- Гидроминеральные богатства Боржома : [Тезисы] / Докладчики А. М. Овчинников, А. Н. Огильви ; 1-й Всес. гидрогеол. съезд. — [Ленинград] : [Геолгиз], [1931] (тип. им. Котлякова). — 2 с.
- Экскурсия по Кавказу : Грузинская ССР. Западная часть / Авторы: Кузнецов И. Г., Овчинников А. М., Огильви А. Н., Паффенгольц К. Н. / Под ред. А. П. Герасимова; Междунар. геол. конгресс XVII. Сессия СССР. 1937. — Л.; М.: ОНТИ. Глав. ред. геол.-развед. и геодезич. лит-ры, 1937 (Ленинград : тип. им. Евг. Соколовой). — Переплет, 82 с., 6 вкл. л. ил. и карт. : схем., ил., карт.
- Методическое руководство по исследованию радиоактивности подземных вод / Проф. В. И. Баранов, А. М. Овчинников ; Комитет по делам геологии при СНК СССР. Всесоюз. науч.-исслед. ин-т гидрогеологии и инж. геологии. — Москва ; Ленинград : Госгеоиздат, 1946. — 41 с.
- Военная геология : Утв. Ком-том по делам геологии при СНК СССР в качестве учеб. пособия для геол. вузов и втузов / Коллектив авторов: проф. Г. В. Богомолов, проф. Н. И. Николаев, проф. А. М. Овчинников, проф. Б. А. Пышкин, доц. Н. Н. Лущихин, доц. М. В. Чуринов, инж.-майор В. В. Попов, при участии инж.-майора Ф. Д. Зайцева и инж. Юрковой Е. С. ; Под ред. проф. А. М. Овчинникова, инж.-майора В. В. Попова и доц. Ив. Ф. Григорьева. — М.; Л.: Госгеолиздат, 1945. — 375 с., 3 л. карт.
- Минеральные воды / проф. А. М. Овчинников. — М.; Л.: изд. и тип. картф-ки Госгеолиздата, 1947 (Ленинград). — 242 с., 4 л. карт. и схем.
- Общая гидрогеология : Учеб. пособие для геол.-развед. ин-тов / А. М. Овчинников. — М.: изд-во и 1-я тип. Госгеолиздата, 1949. — 356 с., 4 л. ил. и карт.
- Гидрогеология месторождений полезных ископаемых : [Учеб. пособие для геол.-развед. вузов] / Г. Н. Каменский, П. П. Климентов, А. М. Овчинников ; Под ред. Г. Н. Каменского. — М.: Госгеолиздат, 1953. — 356 с.
- Общая гидрогеология : [Учебник для гидрогеол. специальностей вузов]. — 2-е изд., испр. и доп. — М.: Госгеолтехиздат, 1954. — 384 с., 6 л. черт., карт.
- Кавказские Минеральные Воды : Альбом видов / А. Овчинников. — М.: Изогиз, 1956. — 75 с.
- Подземные воды / Проф. А. М. Овчинников. — М.: Знание, 1960. — 32 с.; 22 см. — (Брошюры-лекции. Серия 9. Физика и химия/ Всесоюз. о-во по распространению полит. и науч. знаний; 10).
- Минеральные воды : (Учение о месторождениях минер. вод с основами гидрогеохимии и радиогидрогеологии). — 2-е изд., (испр. и доп.). — М.: Госгеологтехиздат, 1963. — 375 с., 2 л. план., карт : ил.
- Гидрогеологическое районирование СССР : Учеб. пособие по курсу «Гидрогеология СССР» / М-во высш. и сред. спец. образования РСФСР. Моск. геол.-развед. ин-т им. С. Орджоникидзе. — М.: [б. и.], 1966. — 19 с.
- Гидрогеохимия. — М.: Недра, 1970. — 200 с.
- Методика палеогидрогеологических исследований: Материалы Первой науч. конференции по палеогидрогеологии. Окт. 1966 г. / Отв. ред. проф. А. М. Овчинников [и др.] ; Упр. геологии Совета Министров ТССР. Ин-т геологии. — Ашхабад : [б. и.], 1970. — 389 с.

## Награды
- Орден Трудового Красного Знамени (1951).
- Заслуженный деятель науки Кабардино-Балкарской АССР (1957).